# Francesco Lamon
Francesco Lamon (Mirano, 5 februari 1994) is een Italiaans baan- en wegwielrenner. Lamon nam namens Italië deel aan de Olympische Zomerspelen van 2016 in Rio de Janeiro, waar hij een 6e plaats behaalde op de ploegenachtervolging. In 2018 won Lamon met de Italiaanse ploeg de ploegenachtervolging op de Europese kampioenschappen baanwielrennen.

## Baanwielrennen

### Palmares
| Jaar     | IK                                              | EK                                 | WK                   | Overig                                                                                       |
| Junioren | Junioren                                        | Junioren                           | Junioren             | Junioren                                                                                     |
| -------- | ----------------------------------------------- | ---------------------------------- | -------------------- | -------------------------------------------------------------------------------------------- |
| 2011     | omnium · koppelkoers                            |                                    |                      |                                                                                              |
| Beloften |                                                 |                                    |                      |                                                                                              |
| 2015     |                                                 | koppelkoers                        |                      |                                                                                              |
| 2016     |                                                 | ploegenachtervolging               |                      |                                                                                              |
| Elite    |                                                 |                                    |                      |                                                                                              |
| 2014     | puntenkoers · koppelkoers                       |                                    |                      |                                                                                              |
| 2015     |                                                 |                                    |                      |                                                                                              |
| 2016     | puntenkoers · achtervolging · omnium            | ploegenachtervolging               |                      | Olympische Spelen: 6e ploegenachtervolging                                                   |
| 2017     |                                                 | ploegenachtervolging               | ploegenachtervolging | WB Pruszków: Ploegenachtervolging                                                            |
| 2018     | koppelkoers · omnium                            | ploegenachtervolging               | ploegenachtervolging | Zesdaagse van Fiorenzuola                                                                    |
| 2019     | koppelkoers · omnium                            | ploegenachtervolging               |                      | WB Hong-Kong: · Ploegenachtervolging · Europese Spelen: · 1km tijdrit · ploegenachtervolging |
| 2020     | afvalkoers · scratch                            | ploegenachtervolging · koppelkoers | ploegenachtervolging |                                                                                              |
| 2021     |                                                 |                                    | ploegenachtervolging | OS: · ploegenachtervolging                                                                   |
| 2022     | afvalkoers · koppelkoers                        |                                    | ploegenachtervolging |                                                                                              |
| 2023     | afvalkoers · koppelkoers · omnium · tijdrit 1km | ploegenachtervolging               | ploegenachtervolging |                                                                                              |
| 2024     |                                                 | ploegenachtervolging               |                      |                                                                                              |

## Ploegen
- 2020 –  Biesse Arvedi
- 2021 –  Biesse Arvedi
- 2023 –  Arvedi Cycling
- 2024 –  Arvedi Cycling

1908: Jones, Kingsbury, Meredith, Payne ·
1920: Magnani, Carli, Ferrario, Giorgetti ·
1924: De Martini, Dinale, Menegazzi, Zucchetti ·
1928: Facciani, Gaioni, Lusiani, Tasselli ·
1932: Pedretti, Borsari, Cimatti, Ghilardi ·
1936: Nizerhy, Charpentier, Goujon, Lapébie ·
1948: Decanali, Adam, Blusson, Coste ·
1952: Morettini, Campana, de Rossi, Messina ·
1956: Gasparella, Domenicali, Faggin, Gandini ·
1960: Vigna, Arienti, Testa, Vallotto ·
1964: Streng, Claesges, Henrichs, Link ·
1968: Lyngemark, Olsen, Asmussen, Jensen ·
1972: Schumacher, Colombo, Haritz, Hempel ·
1976: Vonhof, Braun, Lutz, Schumacher ·
1980: Manakov, Movtsjan, Ossokin, Petrakov ·
1984: Grenda, Turtur, Nichols, Woods ·
1988: Jekimov, Kasputis, Neljoebin, Oemaras ·
1992: Fulst, Glöckner, Lehmann, Steinweg ·
1996: Capelle, Ermenault, Monin, Moreau ·
2000: Fulst, Bartko, Becke, Lehmann ·
2004: Brown, McGee, Lancaster, Roberts ·
2008: Clancy, Manning, Thomas, Wiggins · 
2012: Burke, Clancy, Kennaugh, Thomas · 
2016: Burke, Clancy, Doull, Wiggins · 
2020: Consonni, Ganna, Lamon, Milan · 
2024:  Bleddyn, Welsford, Leahy, O'Brien